# Goodbye Pork Pie Hat
Goodbye Pork Pie Hat est une composition de Charles Mingus figurant sur l'album Mingus Ah Um (1959). Ce morceau est devenu un standard de jazz.
Joni Mitchell a ajouté des paroles au morceau sur son album Mingus (1979).

## À propos du morceau
Mingus a composé ce morceau en hommage à Lester Young, mort deux mois avant l'enregistrement. Le titre fait référence au chapeau qu'avait l'habitude de porter Lester Young.

## Structure
L'enregistrement original est en Mi bémol, mais Mingus l'a également enregistré en Fa sur Three or Four Shades of Blue. Cette dernière totalité, présente dans le Real Book, est sans doute la plus répandue.
La forme globale du morceau est celle d'un blues de 12 mesures en fa. La mélodie est basée sur une gamme mineure pentatonique, avec l'ajout de la blue note.

### Grille harmonique
Les accords sur lesquels reposent la mélodie sont riches, et ne suivent que de loin la grille traditionnelle du blues (substitutions tritoniques, entre autres) :
```
| F7  / Db7 | GbM / B7  | Eb7 / Db7 | Eb7 / F7  |
| Bbm / Db7 | G7  / C7  | D7  / G7  | Db7 / GM7 |
| B7  / Bb7 | C7  / Eb7 | F7  / Db7 | GbM / B7  |
```

Mingus conserve quelques éléments du blues: accord de tonique à la première mesure, et IVe degré à la 5e mesure,.
Les quatre premiers accords sont également les quatre derniers de la grille. Le Fa7 marque la tonalité de base, les trois accords suivants marquent une progression II-V-I en Si blues. On peut également analyser le GbM de la deuxième mesure comme la substitution tritonique de l'accord de dominante que l'on attendrait ici, à savoir C7. L'accord, qui aurait dû être de dominante, est transformé en accord majeur pour coller avec la mélodie (qui contient un Fa). Le B7 final est une substitution tritonique de l'accord de F7, ce qui explique pourquoi les deux accords s'enchaînent si bien.

## Versions notables

### Versions instrumentales
De très nombreux musiciens ont repris ce morceau, notamment :
- Anthony Braxton en 1974 sur In the Tradition
- Gary Burton et Ralph Towner en 1975 sur Matchbox
- Horace Parlan en 1979 sur Blue Parlan
- Gil Evans en 1984 sur Gil Evans & The Monday Night Orchestra Live at Sweet Basil Part 2
- Georges Arvanitas en 1987 sur Georges Arvanitas Quartet
- Gil Evans et Steve Lacy en 1987, sur l'album Paris Blues
- Steve Lacy et Eric Watson en 1992 sur Spirit of Mingus
- Enrico Rava, François Jeanneau, Hervé Sellin, François Mechali et André Ceccarelli en 1992 sur Tribute to Mingus
- Paolo Fresu en 1992 sur Ballads
- Carla Bley en 1993 sur Big Band Theory
- Dave Holland en 1995 sur Ones All
- Larry Coryell, Billy Cobham, Biréli Lagrène et Richard Bona en 1997 sur Spaces Revisited
- Paul Motian en 2006 sur Garden of Eden
- Géraldine Laurent en 2015 sur At Work

De nombreux musiciens de jazz fusion ont repris ce morceau, comme Jeff Beck (Wired, 1976) ou John McLaughlin (My Goal's Beyond, 1971), Marcus Miller ou Stanley Clarke (If This Bass Could Only Talk, 1988), ou encore le groupe Québécois UZEB dans l'album Noisy Nights.

### Versions vocales
Roland Kirk a écrit des paroles dans une version qui apparaît dans l'album The Return of the 5000 Lb. Man (1976). Cette version a également été enregistrée par :
- Judy Niemack, Fred Hersch, Joe Lovano, Scott Colley et Billy Harten en 1991 sur Long as You're Living
- Jeanne Lee et Mal Waldron en 1994 sur After Hours
- Sheila Jordan et Cameron Brown en 2000 sur I've Grown Accustomed to the Bass

Joni Mitchell a aussi écrit des paroles en 1979 sur Mingus. Cette version a également été enregistrée par :
- Mark Murphy et Richie Cole en 1981 sur Bop for Kerouac
- Minako Yoshida et Kazumi Watanabe en 2008 sur Nowadays